# جيمس كامينغز
جيمس كامينغز (بالإنجليزية: James Cummings)‏ هو ضابط شرطة نيوزيلندي، ولد في 12 يوليو 1878، وتوفي في 24 سبتمبر 1976.